# Iniziativa di Budapest per l'accesso aperto
L'Iniziativa di Budapest per l'accesso aperto è una dichiarazione pubblica sui principi dell'accesso aperto alla letteratura scientifica presentata pubblicamente il 14 febbraio 2002. È nata durante una conferenza su quella che all'epoca era definita come Free Online Scholarship, organizzata a Budapest, nel dicembre 2001 dall'Open Society Institute.  L'incontro è e considerato come uno dei principali eventi di fondazione del movimento per la condivisione e la libera diffusione del sapere.  Estensore materiale del testo è Peter Suber, docente di filosofia, fortemente impegnato sul fronte dell'accesso aperto.
Gli obiettivi vengono integrati nel corso del tempo: nel 2012, in occasione del suo decimo anniversario, si è arricchita di una serie di raccomandazioni per incrementare la diffusione di politiche dell'accesso aperto nelle università. Nel 2017, per il quindicesimo anniversario, è stata svolta un'indagine allo scopo di valutare lo stato dell'arte. 

## Storia
È stata promossa da esponenti del mondo dell'editoria, di associazioni scientifiche, di biblioteche, appartenenti al movimento mondiale per l'accesso aperto convinti che Internet  favorisca la visibilità e l'accessibilità ai prodotti dalla ricerca scientifica e che i benefici che ne derivano ricadano non solo su coloro che sono direttamente implicati nei processi di produzione e diffusione dei dati (ricercatori, insegnanti, studenti, bibliotecari), ma su una comunità potenzialmente molto ampia di soggetti interessati, definiti come "menti curiose". Questi elementi sono esplicitati già dall'incipit:
(Dichiarazione di Budapest per l’accesso aperto)
La scelta di inserire il nome della città sede dell'incontro, Budapest, nel titolo, colloca il testo nella tradizione dei trattati, in cui viene individuata una sede per la sottoscrizione di un accordo internazionale. In effetti la cornice di riferimento della filosofia dell'accesso aperto è politica, affondando le sue radici ideali nella tradizione democratica di libertà di stampa e diffusione delle idee degli Stati Uniti delle origini. Si inserisce, inoltre, nella scia delle lotte per il diritto all'accessibilità di persone disabili, dei movimenti ecologisti che propongono modelli economici basati sulla sostenibilità ambientale, di coloro che credono in una concezione democratica della rete e del Web. L'intento è quindi quello di inserire il tema dell'accesso alle pubblicazioni scientifiche in un ambito culturale ampio e non solo tecnico-informatico. 

### Definizione di accesso aperto
Contiene la prima definizione di accesso aperto  ovvero quella letteratura disponibile liberamente e gratuitamente su Internet in modo che chiunque possa "leggere, scaricare, copiare, diffondere, stampare, cercare o linkare al testo completo degli articoli, analizzarli e indicizzarli, trasferirne i dati in un software o usarli per ogni altro utilizzo legale, senza ulteriori barriere (legali, tecniche o finanziarie) se non quelle relative all’accesso a Internet. L’unico vincolo riguardo alla riproduzione e alla distribuzione, e l’unica funzione del copyright in questo ambito, dovrebbe essere la tutela dell’integrità del lavoro degli autori e il diritto di essere debitamente riconosciuti e citati". Le strategie individuate per raggiungere questo obiettivo sono principalmente due:
- la diffusione da parte degli studiosi della pratica di autoarchiviazione  in depositi aperti anche con l'assistenza di biblioteche;
- la diffusione di riviste ad accesso aperto, che non necessitino, cioè, di un abbonamento, ma che siano finanziate da fondazioni, governi o da altri soggetti.

## Sottoscrizione pubblica
Per ottenere maggiore sostegno vengono messe in atto pratiche di advocacy, miranti a coinvolgere quante più persone possibili, nella convinzione che la produzione e la circolazione di idee e conoscenza rappresentino beni comuni. Per questo nel febbraio 2014 è stata aperta la sottoscrizione a singoli individui e organizzazioni.

## Finanziamenti
L'iniziativa è stata la prima ad essere sponsorizzata in maniera consistente con 3 milioni di dollari dall'Open Society Institute.